# Edsard Schlingemann
Edsard Frederik Schlingemann, (Kitwe (Zambia), 6 september 1966 – Epe, 8 mei 1990) was een Nederlands topzwemmer op de vrije slag, die namens zijn vaderland eenmaal deelnam aan de Olympische Spelen: Los Angeles 1984.
In de Verenigde Staten eindigde Schlingemann met AZ&PC als zesde met de estafetteploeg op de 4x200 meter vrije slag, in een tijd van 7.26,72. Op de 4x100 meter vrij werd hij met de aflossingsploeg uitgeschakeld in de series. Ook op zijn beide individuele starts, de 100 vrij en de 200 meter wisselslag, wist Schlingemann niet door te dringen tot de finale. Hij nam namens Nederland verder deel aan de wereldkampioenschappen van 1982 en 1986, én de Europese kampioenschappen van 1983 en 1985. 
Schlingemann overleed op 8 mei 1990 op 23-jarige leeftijd aan de gevolgen van een auto-ongeluk.